# Ortheziolacoccus barrosmachadoi
Ortheziolacoccus barrosmachadoi  (лат.) — вид мелких пластинчатых червецов семейства Ortheziidae. Эндемик Анголы.

## Распространение
Африка: Ангола.

## Описание
Мелкие пластинчатые червецы. Сверху спина самок покрыта восковыми пластинками. Обнаружены на листьях, питаются соками растений. Этот вид сходен с видом O. nelliae из Танзании, но отличается отсутствием пластинок 12 и 19, а пластинка 6 неотделённая. Вид был впервые описан в 2004 году под венгерскими энтомологами Ференцем Кошаром и Сюзанной Кончне Бенедикти (Ferenc Kozár, Zsuzsanna Konczné Benedicty; Plant Protection Institute, Centre for Agricultural Research, Hungarian Academy of Sciences, Будапешт, Венгрия). Таксон включён в состав рода Ortheziolacoccus Kozár, 2004 вместе с видами O. angolaensis, O. benedictyae, O. demeteri, O. fercsii, O. ethiopiensis, O. giliomeei, O. jermyi, O. madecassa, O. mahunkai, O. millari, O. multisetosus, O. nelliae, O. saringeri, O. williamsi и другими.